# 9259 Janvanparadijs
9259 Janvanparadijs è un asteroide della fascia principale. Scoperto nel 1973, presenta un'orbita caratterizzata da un semiasse maggiore pari a 2,6165770 UA e da un'eccentricità di 0,1190676, inclinata di 1,14306° rispetto all'eclittica.